# I. P. Pavlova (metrostation)
I. P. Pavlova is een station aan lijn C van de metro van Praag. Het station werd geopend op 9 mei 1974 en werd genoemd naar de Russische fysioloog Ivan Petrovitsj Pavlov, omdat dit station onder het I. P. Pavlova plein ligt (in het Tsjechisch: náměstí I. P. Pavlova). De naam wordt door de lokale bewoners ook wel afgekort tot Pavlák of Ípák. Ook is het een grote tramhalte.
Letňany · Prosek · Střížkov · Ládví · Kobylisy · Nádraží Holešovice · Vltavská · Florenc · Hlavní nádraží · Muzeum · I. P. Pavlova · Vyšehrad · Pražského povstání · Pankrác · Budějovická · Kačerov · Roztyly · Chodov · Opatov · Háje